# Henri Darrieus
Henri Georges Charles Gabriel Darrieus (* 11. August 1921 in Toulon, Département Var; † 6. Dezember 2013 in Paris) war ein französischer Seeoffizier der Marine, der zuletzt als Vizeadmiral (Vice-amiral) zwischen 1977 und 1978 Kommandierender Admiral der Marinezone Indischer Ozean ALINDIEN (Commandant la Zone Maritime Océan Indien) war.

## Leben
Henri Georges Charles Gabriel Darrieus war ein Enkel von Konteradmiral Pierre Joseph Gabriel Georges Darrieus, der während des Ersten Weltkrieges Kommandeur des 2. Mittelmeergeschwaders (2ème Escadre en Méditerranée) war, sowie ein älterer Bruder von Kapitän zur See Guy Benoît Marie Gaétan Darrieus. Er begann nach dem Schulbesuch 1939 seine Offiziersausbildung an der Marineschule (École Navale) Er wurde nach deren Abschluss am 15. Juli 1940 zum Leutnant zur See (Enseigne de vaisseau de deuxième classe) sowie am 15. Juli 1942 zum Oberleutnant zur See (Enseigne de vaisseau de première classe) befördert. Er diente im Mittelmeergeschwader sowie zwischen 1944 und 1946 auf dem Leichten Kreuzer Émile Bertin. Am 3. Oktober 1947 erfolgte seine Beförderung zum Kapitänleutnant (Lieutenant de Vaisseau) und nahm nach seiner Verwendung als Kommandant des Jagdbootes 10 in der Folgezeit am Indochinakrieg teil. Nachdem er zwischen 1954 und 1955 Absolvent der Höheren Seekriegsschule (École supérieure de guerre navale) war, diente er nach seiner Beförderung zum Korvettenkapitän (Capitaine de Corvette) am 1. März 1956 im Stab der 1. Marineregion in Cherbourg sowie anschließend zwischen 1957 und 1958 als Erster Offizier des Zerstörers Casabianca. Danach wurde er 1959 Kommandant des Aviso Gazlele sowie 1960 Kommandant der Fregatte Le Brestois.
Nach seiner Beförderung zum Fregattenkapitän (Capitaine de Frégate) am 1. Oktober 1961 war Darrieus zwischen 1961 und 1963 Offizier im Stab der 2. Marineregion sowie im Anschluss Erster Offizier des Hubschrauberträgers La Résolue. Danach wurde er 1964 Kommandant des Zerstörers Dupetit-Thouars sowie 1965 Marineadjutant im Landungstestzentrum. Am 1. April 1966 erfolge seine Beförderung zum Kapitän zur See (Capitaine de Vaisseau). Nach weiteren Verwendungen wurde Darrieus als Konteradmiral (Contre-amiral) am 11. Juli 1977 Nachfolger von Konteradmiral André Maler Kommandierender Admiral der der Marinezone Indischer Ozean ALINDIEN (Commandant la Zone Maritime Océan Indien) und bekleidete diese Verwendung bis zum 19. Oktober 1978, woraufhin Konteradmiral Jean-Paul Orosco seine Nachfolge antrat. In dieser Verwendung wurde er zuletzt zum Vizeadmiral (Vice-amiral) befördert. Für seine Verdienste wurde er Offizier der Ehrenlegion sowie Kommandeur des Ordre national du Mérite. Er engagierte sich zudem zwischen 1985 und 1999 als Präsident der Maritimen Gesellschaft (Société des œuvres de Mer).

## Veröffentlichungen
- Historique de la Marine française, 1994
- Gabriel Darrieus et la guerre sur mer, 1995
- La corvette L’Héroïne, 1998